# Ferdinando di Savoia-Genova (ammiraglio)
Ferdinando Umberto Filippo Adalberto di Savoia, III duca di Genova (Torino, 21 aprile 1884 – Bordighera, 24 giugno 1963), è stato un ammiraglio italiano, membro di Casa Savoia, appartenente al ramo Savoia-Genova.

## Biografia

### Infanzia ed educazione
Ferdinando di Savoia-Genova nacque a Torino nel 1884, primogenito di Tommaso di Savoia-Genova e di Isabella di Baviera. Suo padre era nipote di Carlo Alberto di Savoia e di Giovanni di Sassonia. Sua madre era nipote di Ludovico I di Baviera e pronipote di Carlo IV di Spagna e di Francesco I delle Due Sicilie.
La coppia ebbe poi altri cinque figli: Filiberto (1895-1990), Maria Bona (1896-1971) Adalberto (1898-1982), Maria Adelaide (1904-1979) ed Eugenio (1906-1996).

### Addestramento militare
Entrato nel 1901 all'accademia navale, ne uscì con il grado di guardiamarina nel 1904. Nello stesso anno, con regio decreto di motu proprio datato 22 settembre 1904, il re Vittorio Emanuele III gli conferì il titolo di principe di Udine. Il suo addestramento militare si svolse a bordo degli incrociatori protetti Vespucci e Calabria, con i quali salpò da Venezia il 4 febbraio 1905 e vi riapprodò il 3 febbraio 1907 dopo aver compiuto il giro del mondo. A Ferdinando venne dato l'incarico, sia sul Vespucci che sul Calabria, di redigere il giornale di bordo ufficiale.
Sul Calabria visitò il Venezuela, il Brasile, l'Uruguay, l'Argentina, passò lo Stretto di Magellano, risalì il continente americano fino a San Francisco, poi affrontò l'Oceano Pacifico toccando le Hawaii, la Polinesia, l'Australia, la Nuova Zelanda, le Isole della Sonda, le Filippine, il Giappone e la Cina. Infine navigò nell'Oceano Indiano toccando Somalia ed Eritrea, per poi rientrare nel Mediterraneo e tornare a Venezia.

### Carriera nella marina
Prese parte alla guerra italo-turca nel 1912 e, come capitano, combatté durante la prima guerra mondiale comandando il cacciatorpediniere Ippolito Nievo. Per aver occupato le isole Echinadi venne decorato con l'ordine militare di Savoia e con due medaglie d'argento al valor militare. In quegli anni gli fu dedicata, nella Concessione italiana di Tientsin, la via Principe di Udine.
Nel maggio 1917 Ferdinando fu scelto per guidare la commissione di guerra italiana inviata negli Stati Uniti d'America. La commissione, che includeva anche Guglielmo Marconi e parecchie figure politiche italiane dell'epoca, fra cui Francesco Saverio Nitti, visitò gli Stati Uniti discutendo i futuri rapporti fra le nazioni al termine del conflitto. Nel novembre 1930 rappresentò suo cugino Vittorio Emanuele III all'incoronazione dell'imperatore Hailé Selassié d'Etiopia. Ferdinando diventò duca di Genova alla morte di suo padre Tommaso, il 15 aprile 1931.
Raggiunto il grado di contrammiraglio nel 1927 e di ammiraglio nel 1934, Ferdinando divenne comandante dell'Alto Adriatico. In ambito sportivo fu tra i fondatori della Federazione Italiana Motonautica, istituita a Milano nel 1923, della quale fu anche il primo presidente.

### Matrimonio
Il 28 febbraio 1938, dopo una storia d'amore con Anna Maria "Ninetta" Cais di Pierlas-Mocenigo, protrattasi dal 1933 al 1937, sposò a Torino Maria Luisa Alliaga Gandolfi dei conti di Ricaldone (Fossano, 11 ottobre 1899 - Torino, 19 luglio 1986), figlia di Carlo Alliaga Gandolfi di Ricaldone, conte di Borghetto, Montegrosso e Pornassio, e di Emma Teresa Luisa Cavalli. Non ebbero figli.

### Ultimi anni e morte

Ferdinando di Savoia-Genova intorno al 1940

Pur vivendo in anni così importanti per la storia dell'Italia, Ferdinando si tenne sempre lontano dalla politica e dalla corte, dedito solo alla sua passione per il mare e conducendo una vita abbastanza anonima, soprattutto se paragonata a quella dei cugini del ramo Savoia-Aosta.
Dopo il mutamento istituzionale del 1946 soggiornò brevemente in Portogallo presso il re Umberto II in esilio. Successivamente tornò in Italia e si stabilì a Bordighera, in Liguria, dove condusse una vita ritirata e dove morì nel 1963. Riposa nella cripta reale della basilica di Superga, sulle alture di Torino. Non avendo avuto figli, nel titolo ducale gli successe suo fratello minore Filiberto.

## Ascendenza
|                                    |                       |                                       | Genitori                             |  |  | Nonni |  |  | Bisnonni                |  |  | Trisnonni                          |  |
|                                    |                       |                                       |                                      |  |  |       |  |  | Carlo Alberto di Savoia |  |  | Carlo Emanuele di Savoia-Carignano |  |
|                                    |                       |                                       |                                      |  |  |       |  |  | Carlo Alberto di Savoia |  |  | Carlo Emanuele di Savoia-Carignano |  |
|                                    |                       | Maria Cristina di Sassonia            |                                      |  |  |       |  |  | Carlo Alberto di Savoia |  |  |                                    |  |
| Ferdinando di Savoia-Genova        |                       |                                       |                                      |  |  |       |  |  | Carlo Alberto di Savoia |  |  |                                    |  |
|                                    |                       | Maria Teresa d'Asburgo-Lorena         | Ferdinando III di Toscana            |  |  |       |  |  |                         |  |  |                                    |  |
|                                    |                       | Maria Teresa d'Asburgo-Lorena         | Ferdinando III di Toscana            |  |  |       |  |  |                         |  |  |                                    |  |
|                                    |                       | Maria Teresa d'Asburgo-Lorena         | Luisa Maria Amalia di Borbone-Napoli |  |  |       |  |  |                         |  |  |                                    |  |
| Tommaso di Savoia-Genova           |                       | Maria Teresa d'Asburgo-Lorena         |                                      |  |  |       |  |  |                         |  |  |                                    |  |
|                                    |                       | Giovanni di Sassonia                  | Massimiliano di Sassonia             |  |  |       |  |  |                         |  |  |                                    |  |
|                                    |                       | Giovanni di Sassonia                  | Massimiliano di Sassonia             |  |  |       |  |  |                         |  |  |                                    |  |
|                                    |                       | Giovanni di Sassonia                  | Carolina di Borbone-Parma            |  |  |       |  |  |                         |  |  |                                    |  |
| Elisabetta di Sassonia             |                       | Giovanni di Sassonia                  |                                      |  |  |       |  |  |                         |  |  |                                    |  |
|                                    |                       | Amalia Augusta di Baviera             | Massimiliano I Giuseppe di Baviera   |  |  |       |  |  |                         |  |  |                                    |  |
|                                    |                       | Amalia Augusta di Baviera             | Massimiliano I Giuseppe di Baviera   |  |  |       |  |  |                         |  |  |                                    |  |
|                                    |                       | Amalia Augusta di Baviera             | Carolina di Baden                    |  |  |       |  |  |                         |  |  |                                    |  |
| Ferdinando di Savoia-Genova        |                       | Amalia Augusta di Baviera             |                                      |  |  |       |  |  |                         |  |  |                                    |  |
|                                    | Ludovico I di Baviera | Massimiliano I Giuseppe di Baviera    |                                      |  |  |       |  |  |                         |  |  |                                    |  |
|                                    | Ludovico I di Baviera | Massimiliano I Giuseppe di Baviera    |                                      |  |  |       |  |  |                         |  |  |                                    |  |
|                                    | Ludovico I di Baviera | Augusta Guglielmina d'Assia-Darmstadt |                                      |  |  |       |  |  |                         |  |  |                                    |  |
| Adalberto di Baviera               | Ludovico I di Baviera |                                       |                                      |  |  |       |  |  |                         |  |  |                                    |  |
|                                    |                       | Teresa di Sassonia-Hildburghausen     | Federico di Sassonia-Altenburg       |  |  |       |  |  |                         |  |  |                                    |  |
|                                    |                       | Teresa di Sassonia-Hildburghausen     | Federico di Sassonia-Altenburg       |  |  |       |  |  |                         |  |  |                                    |  |
|                                    |                       | Teresa di Sassonia-Hildburghausen     | Carlotta di Meclemburgo-Strelitz     |  |  |       |  |  |                         |  |  |                                    |  |
| Isabella di Baviera                |                       | Teresa di Sassonia-Hildburghausen     |                                      |  |  |       |  |  |                         |  |  |                                    |  |
|                                    |                       | Francesco di Paola di Borbone-Spagna  | Carlo IV di Spagna                   |  |  |       |  |  |                         |  |  |                                    |  |
|                                    |                       | Francesco di Paola di Borbone-Spagna  | Carlo IV di Spagna                   |  |  |       |  |  |                         |  |  |                                    |  |
|                                    |                       | Francesco di Paola di Borbone-Spagna  | Maria Luisa di Borbone-Parma         |  |  |       |  |  |                         |  |  |                                    |  |
| Amalia Filippina di Borbone-Spagna |                       | Francesco di Paola di Borbone-Spagna  |                                      |  |  |       |  |  |                         |  |  |                                    |  |
|                                    |                       | Luisa Carlotta di Borbone-Due Sicilie | Francesco I delle Due Sicilie        |  |  |       |  |  |                         |  |  |                                    |  |
|                                    |                       | Luisa Carlotta di Borbone-Due Sicilie | Francesco I delle Due Sicilie        |  |  |       |  |  |                         |  |  |                                    |  |
|                                    |                       | Luisa Carlotta di Borbone-Due Sicilie | Maria Isabella di Borbone-Spagna     |  |  |       |  |  |                         |  |  |                                    |  |
|                                    |                       | Luisa Carlotta di Borbone-Due Sicilie |                                      |  |  |       |  |  |                         |  |  |                                    |  |

### Ascendenza patrilineare
1. Umberto I, conte di Savoia, circa 980-1047
2. Oddone, conte di Savoia, 1023-1057
3. Amedeo II, conte di Savoia, 1046-1080
4. Umberto II, conte di Savoia, 1065-1103
5. Amedeo III, conte di Savoia, 1087-1148
6. Umberto III, conte di Savoia, 1136-1189
7. Tommaso I, conte di Savoia, 1177-1233
8. Tommaso II, conte di Savoia, 1199-1259
9. Amedeo V, conte di Savoia, 1249-1323
10. Aimone, conte di Savoia, 1291-1343
11. Amedeo VI, conte di Savoia, 1334-1383
12. Amedeo VII, conte di Savoia, 1360-1391
13. Amedeo VIII, duca di Savoia, 1383-1451
14. Ludovico, duca di Savoia, 1413-1465
15. Filippo II, duca di Savoia, 1443-1497
16. Carlo II, duca di Savoia, 1486-1553
17. Emanuele Filiberto, duca di Savoia, 1528-1580
18. Carlo Emanuele I, duca di Savoia, 1562-1630
19. Tommaso Francesco, principe di Carignano, 1596-1656
20. Emanuele Filiberto, principe di Carignano, 1628-1709
21. Vittorio Amedeo I, principe di Carignano, 1690-1741
22. Luigi Vittorio, principe di Carignano, 1721-1778
23. Vittorio Amedeo II, principe di Carignano, 1743-1780
24. Carlo Emanuele, principe di Carignano, 1770-1800
25. Carlo Alberto, re di Sardegna, 1798-1849
26. Ferdinando, primo duca di Genova, 1822-1855
27. Tommaso, secondo duca di Genova, 1854-1931
28. Ferdinando, terzo duca di Genova, 1884-1963